# Orchestra Sinfonica delle Hawaii
L'Orchestra Sinfonica delle Hawaii, precedentemente nota come Orchestra Sinfonica di Honolulu, è un'orchestra sinfonica hawaiana con sede a Honolulu.

## Storia
Fondata nel 1900, l'Orchestra Sinfonica delle Hawaii è la seconda orchestra più antica degli Stati Uniti ad ovest delle Montagne Rocciose. Originariamente ospitata in una club house sulle pendici del cratere del Punchbowl, l'orchestra ha attualmente sede nel Neal S. Blaisdell Center di Honolulu, esibendosi nella annessa Blaisdell Concert Hall.
Nel corso della sua attività l'orchestra ha subito gli effetti una serie di eventi eccezionali, quali le due guerre mondiali, la Grande depressione e diverse crisi finanziarie.
Tra il 2009 e il 2010 la Honolulu Symphony Society ha attraversato una pesante crisi finanziaria (con un deficit milionario), con conseguente cancellazione della stagione 2009-2010. Venne attuato un piano di risanamento dei conti, che prevedeva il dimezzamento delle spese e delle attività musicali, con una riorganizzazione della performance. Nonostante ciò l'orchestra nel dicembre 2010 ha dichiarato bancarotta ed è stata sciolta.
Nei primi mesi del 2011 un board di imprenditori hawaiani presentò un progetto per ridare vita all'orchestra. Il board rilevò il patrimonio dell'orchestra e negoziò un nuovo contratto con i musicisti, con l'avvio di una nuova stagione musicale nell'autunno dello stesso anno. Furono nominati JoAnn Falletta nel ruolo di consulente artistico e Steven Monder (ex direttore dell'Orchestra Sinfonica di Cincinnati) come presidente.
Attualmente l'orchestra ha una stagione sinfonica classica e propone inoltre una serie di appuntamenti dedicati ad altri generi musicali. Ignace Jang è primo violino dell'orchestra.

## Direttori stabili
- 1937-1949: Fritz Hart[4]
- 1950-1968: George Barati[5]
- 1968-1978: Robert LaMarchina[6]
- 1979-1994: Donald Johanos
- 1996-2006: Samuel Wong[7]
- 2007-2010: Andreas Delfs[8]
- 2011-attuale: JoAnn Falletta (consulente artistico)